# Ferenc Paragi
Ferenc Paragi [ˈfɛrɛnʦ ˈpɒrɒɡi] (* 21. August 1953 in Budapest; † 21. April 2016) war ein ungarischer Leichtathlet, der in den späten 1970er Jahren als Speerwerfer aktiv war.
Sein internationales Debüt gab er bei den Olympischen Spielen 1976 in Montréal, wo er mit 77,48 m jedoch die geforderte Qualifikationsweite von 79 Meter verfehlte und auf Platz 20 kam.
Als er am 23. April 1980 in Tata mit 96,72 m einen neuen Weltrekord aufstellte und die alte Marke seines Landsmannes Miklós Németh um 2,14 m verbesserte, galt er als Favorit für die Olympischen Spiele in Moskau. Dort kam er auf 88,76 m, eine Weite, mit der er die Bronzemedaille gewonnen hätte, wenn er sie im Finale und nicht in der Qualifikation geworfen hätte. Im Finale wurde der erste Versuch als ungültig gewertet, die beiden folgenden landeten unterhalb der 80-Meter-Marke. So wurde der Weltrekordler mit 79,52 m nur Zehnter.
Zwischen Paragis Olympiaauftritten lag ein enttäuschender 9. Platz bei den Europameisterschaften 1978 in Prag, wo man mehr von dem Ungarn erwartet hatte, nachdem er im Vorjahr 91,92 m geworfen und in der Qualifikation mit 86,04 m die beste Weite aller Teilnehmer erzielt hatte. Im Finale aber passierte dasselbe wie zwei Jahre später in Moskau: Er brach völlig ein und kam nicht über die 80-Meter-Marke (79,04 m).
Eine Medaille gewann er schließlich beim Golden Event 1979 in Budapest, wo er mit 85,38 m hinter den Finnen Arto Härkönen (1. mit 90,18 m) und Antero Puranen (2. mit 89,40 m) auf Platz 3 kam.
Ferenc Paragi gewann fünf ungarische Landesmeisterschaften:
- 1975 (85,74 m)
- 1976 (85,00 m)
- 1977 (89,50 m)
- 1979 (86,54 m)
- 1982 (79,26 m)

Leistungsentwicklung:
| Jahr      | 1975  | 1976  | 1977  | 1978  | 1979  | 1980  | 1982  |
| Weite (m) | 89,92 | 87,80 | 91,92 | 84,90 | 92,14 | 96,72 | 86,78 |